# Zenon Brzuszko
Zenon Brzuszko (ur. 1970) – polski wojskowy, generał dywizji Sił Zbrojnych Rzeczypospolitej Polskiej, doktor nauk społecznych.

## Życiorys
Pochodzi z powiatu leżajskiego. W 1994 roku ukończył studia Wyższej Szkole Oficerskiej Wojsk Zmechanizowanych we Wrocławiu. zakończone promocją na podporucznika. Promocja odbyła się we Wrocławiu 19 czerwca 1994 z udziałem prezydenta Lecha Wałęsy, a promował szef Sztabu Generalnego Wojska Polskiego gen. broni Tadeusz Wilecki. Razem z podchorążym Zenonem Brzuszko promowani byli podchorążowie m.in.: Jarosław Gromadziński, Adam Marczak, Sławomir Kocanowski, Arkadiusz Mikołajczyk, Grzegorz Grodzki, Piotr Trytek, Marcin Adamski, Rafał Kowalik. 
W latach 1994–1999 służył w Świętoszowie w 120 Husarskim Pułku Zmechanizowanym na stanowisku dowódcy plutonu rozpoznawczego, a następnie w 10 Brygadzie Kawalerii Pancernej, gdzie dowodził kompanią rozpoznawczą oraz pełnił obowiązki oficera sekcji rozpoznawczej. Następnie służył w 14 Brygadzie Pancernej Ziemi Przemyskiej. W latach 2002–2007, służył w Zarządzie Operacyjnym Sztabu Generalnego Wojska Polskiego.
W latach 2007–2010 dowodził Polsko-Ukraińskim Batalionem Sił Pokojowych. W 2010 roku rozpoczął formowanie 5 Batalionu Strzelców Podhalańskich w Przemyślu, którym dowodził przez kolejne dwa lata. W latach 2012–2015 służył w 17 Wielkopolskiej Brygadzie Zmechanizowanej na stanowisku zastępcy dowódcy brygady. Od września 2015 do października 2018 roku, dowodził 21 Brygadą Strzelców Podhalańskich, a następnie Litewsko-Polsko-Ukraińską Brygadą. 
W 2018 roku został awansowany na stopień generała brygady. W latach 2019–2021 był Polskim Narodowym Przedstawicielem Wojskowym w Naczelnym Dowództwie Sojuszniczych Sił Europy (SHAPE). Od 2021 do 2024 roku dowodził Wielonarodową Dywizją Północny-Wschód. W 2022 roku został awansowany na stopień generała dywizji. Od kwietnia 2025 pełni służbę w Sojuszniczym Dowództwie ds. Transformacji w Norfolk.
Brał udział w V zmianie PKW Irak, dowodził XVII zmianą PKW w Kosowie, brał także udział w misjach ISAF w Afganistanie.
Jest absolwentem studiów dyplomowych i podyplomowych na Akademii Obrony Narodowej i Uniwersytecie Rzeszowskim. W 2019 roku uzyskał stopień doktora nauk społecznych. 

## Awanse
- podporucznik – 1994[10]

(...)
- generał brygady – 2018[16]
- generał dywizji – 2022[21]

## Odznaczenia
- Brązowy Krzyż Zasługi[24]
- Medal Zasługi Litewskich Sił Zbrojnych[25]